# Леонард Ейлер
Леона́рд Е́йлер або Леона́рд О́йлер (нім. Leonhard Euler; стандартна німецька — МФА: [ˈɔʏlɐ], стандартна швайцарська німецька — МФА: [ˈɔɪlər]); 15 квітня 1707, Базель, Швейцарія — 7 (18) вересня 1783, Санкт-Петербург, Російська імперія) — швейцарський математик та фізик, який провів більшу частину свого життя в Росії та Німеччині.
Ейлер здійснив важливі відкриття в таких різних галузях математики, як математичний аналіз та теорія графів. Він також ввів велику частину сучасної математичної термінології і позначень, зокрема у математичному аналізі, як, наприклад, поняття математичної функції. Ейлер відомий також завдяки своїм роботам в механіці, динаміці рідини, оптиці та астрономії, інших прикладних науках.
Ейлер вважається найвидатнішим математиком 18-го століття, а, можливо, навіть усіх часів. Він також є одним з найбільш плідних — збірка всіх його творів зайняла б 60—80 томів. Вплив Ейлера на математику описує висловлювання «Читайте Ейлера, читайте Ейлера, він є метром усіх нас», яке приписується Лапласові (фр. Lisez Euler, lisez Euler, c'est notre maître à tous).
Ейлер увічнений у шостій серії швейцарських 10 франків і на численних швейцарських, німецьких та російських поштових марках. На його честь названо астероїд 2002 Ейлер. Він також відзначений лютеранською церквою в церковному календарі (24 травня) — Ейлер був побожним християнином, вірив у біблійну непогрішність, рішуче виступав проти видатних атеїстів свого часу.

## Життя

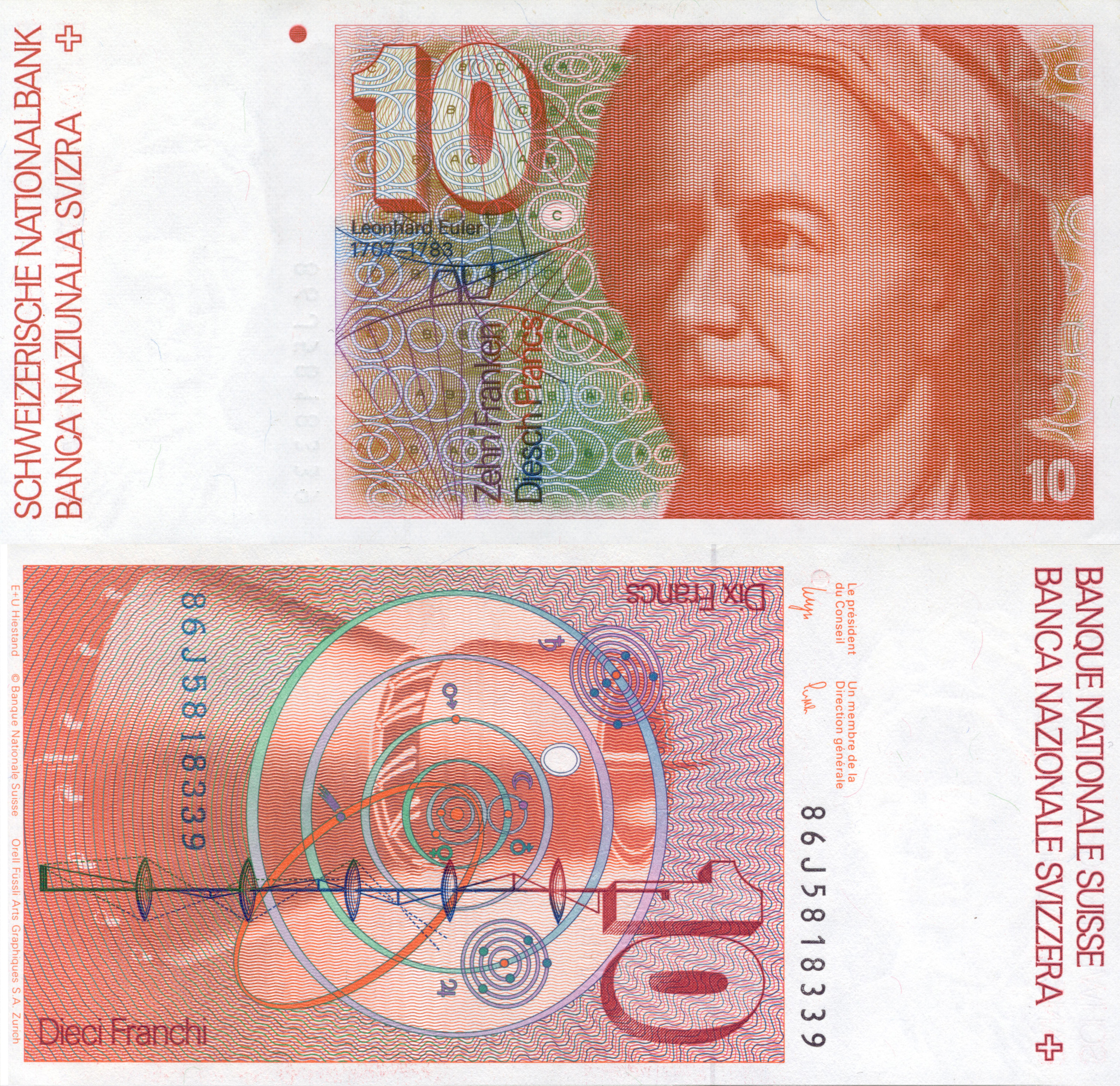
Швейцарські 10 франків з портретом молодого Ейлера

1707 у німецькомовній частині Швейцарії в сім'ї священика Пауля Ейлера (нім. Paul Euler) та Маргарети Брукнер (нім. Margarethe Bruckner) народився перший син — Леонард Ейлер. У рідному Базелі він вчився в гімназії та одночасно брав приватні уроки в математика Йоганнеса Буркгардта (нім. Johannes Burckhardt).
З 1720 року навчався в університеті Базеля та слухав лекції у Йоганна Бернуллі. У 1723 отримав наукове звання магістра за порівняння латиною філософських поглядів Ньютона та Декарта. Від свого задуму студіювати також і теологію відмовився в 1725 році. А 17 травня 1727 року на запрошення Даніеля Бернуллі обійняв професорську посаду в університеті Санкт-Петербурга, яку обіймав до того Ніколаус II Бернуллі, який помер 1726 року. Тут він познайомився з Християном Гольдбахом (нім. Christian Goldbach). 1730 року Ейлер обійняв посаду професора фізики, а 1733-го — місце професора математики, що до цього належало Даніелю Бернуллі.
У наступні роки Ейлер поступово втрачав зір, у 1740 році він осліпнув на одне око.

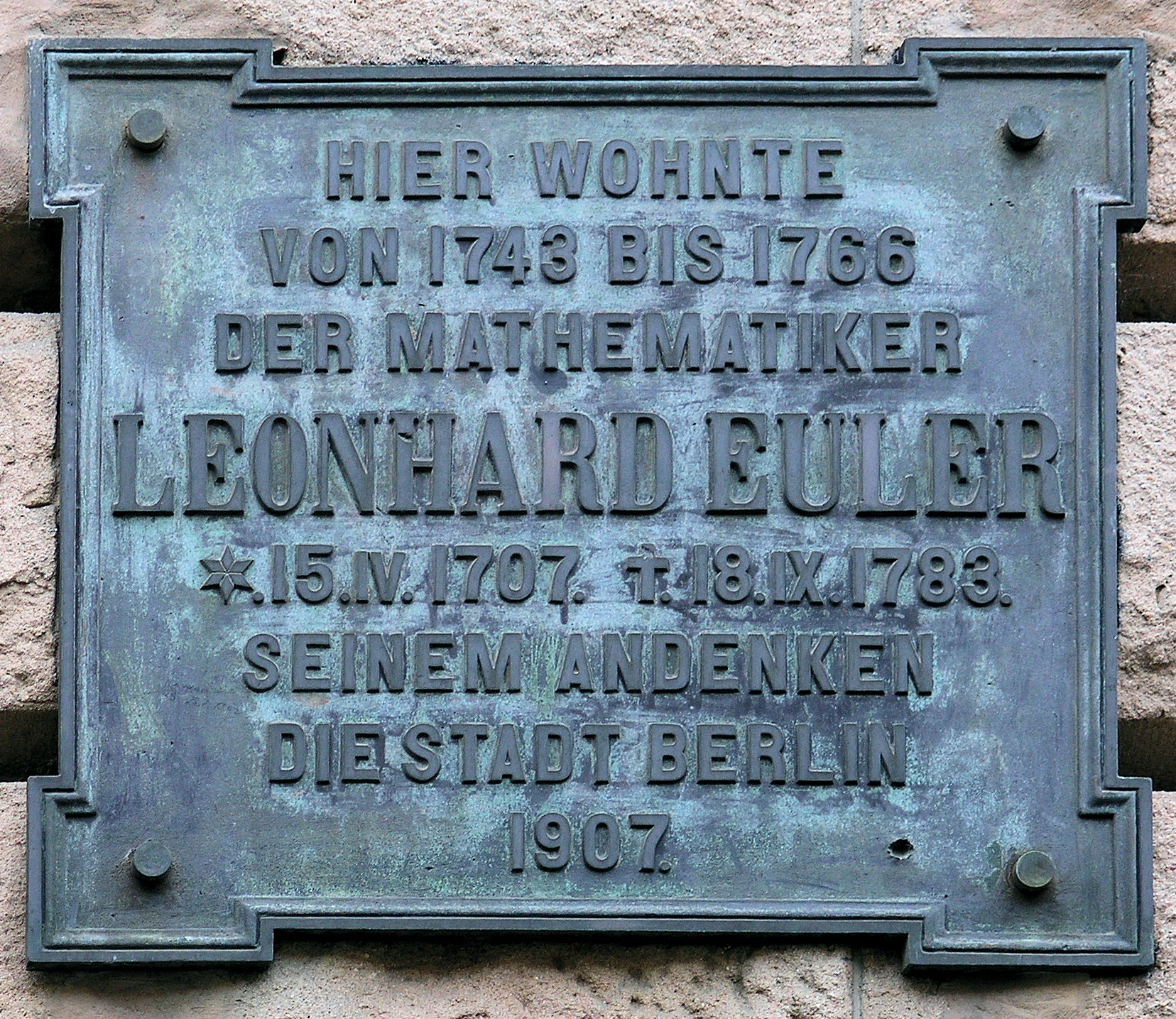
Меморіальна дошка на будинку в Берліні, де проживав Ейлер

У 1741 Ейлер прийняв запрошення короля Пруссії Фрідріха Великого очолити Берлінську академію та відновити її репутацію, що перебувала в занепаді після попереднього керівника — придворного блазня. Ейлер продовжував листуватися з Крістіаном Ґольдбахом. Після 25 років у Берліні Ейлер 1766-го повернувся до Санкт-Петербурга. Причиною цього була також неприязність та приниження з боку деспотичного короля.
1771-го Ейлер остаточно осліпнув, попри це майже половина його праць виникла під час другого перебування в Санкт-Петербурзі. У цьому йому допомагали обидва його сини: Йоганн Альбрехт (нім. Johann Albrecht) та Крістоф (нім. Christoph).
1783-го Ейлер помер через крововилив у мозок.

## Внесок у науку

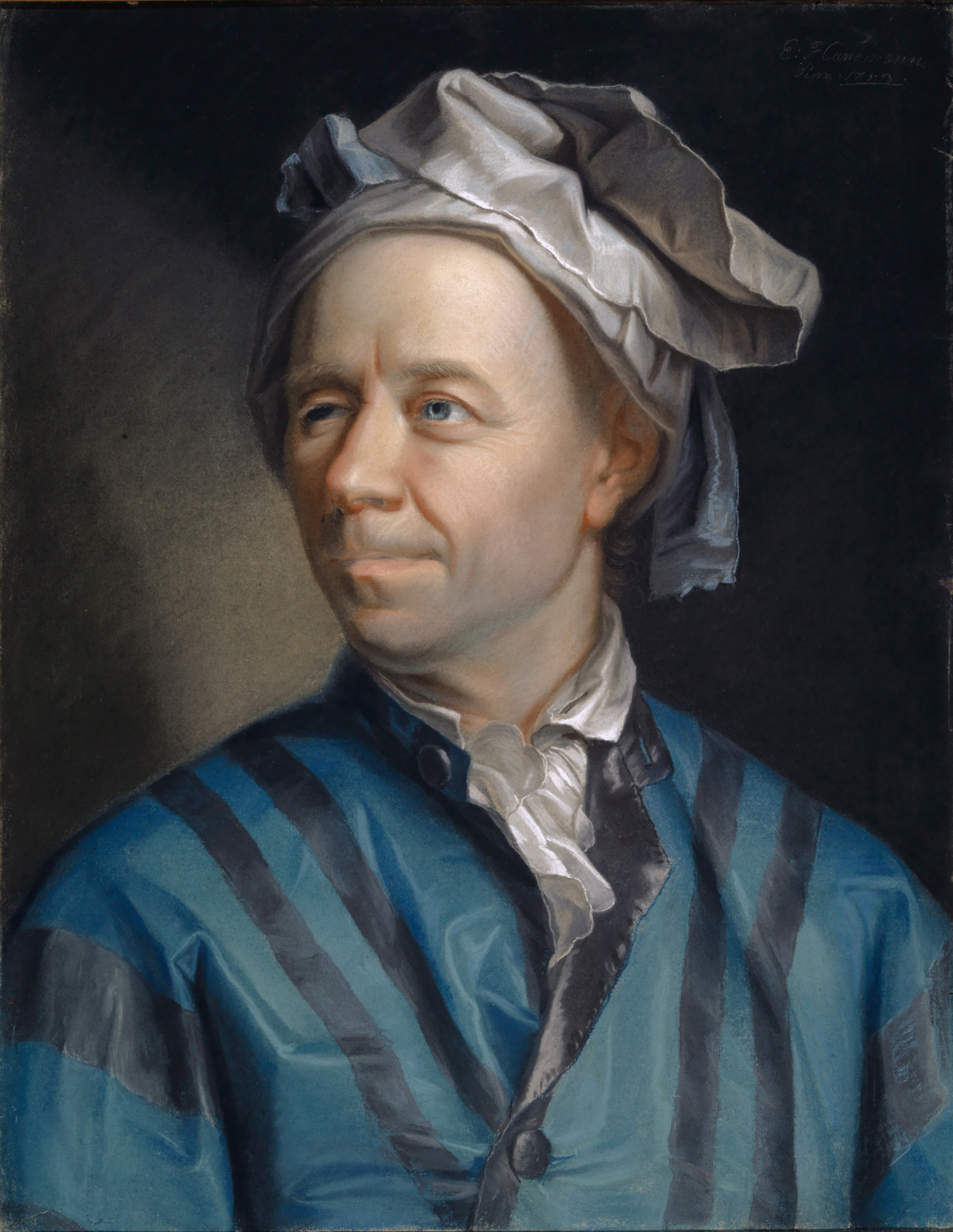
Портрет Леонарда Ейлера, виконаний Емануелем Гандманном у 1753 р. (перебуває в музеї мистецтва міста Базель)

Ейлер є автором 866 наукових публікацій, зокрема у галузях математичного аналізу, диференціальної геометрії, теорії чисел, теорії графів, наближених обчислень, небесної механіки, математичної фізики, оптики, балістики, кораблебудуванні, теорії музики, що мали значний вплив на розвиток науки. Саме він ввів більшість математичних понять та символів у сучасну математику, наприклад: f(x), e, π (пі), уявна одиниця i, символ суми ∑ і багато інших.

### Математичні позначення
Ейлер ввів та спопуляризував у своїх популярних на той час підручниках декілька позначень. Зокрема, він представив концепцію функції і вперше написав f(x), щоб позначити функцію f застосовану до аргументу x. Він також ввів сучасні позначення тригонометричних функцій, букву e як основу натурального логарифма (зараз відома також як число Ейлера), грецьку літеру Σ для суми і букву i, щоб позначити уявну одиницю.
Використання грецької літери π, щоб позначити відношення довжини кола до його діаметра було також спопуляризоване Ейлером, хоча не було ним придумане.

### Аналіз
У 18-му столітті відбувався значний прогрес аналізу нескінченно малих.
Завдяки впливу Бернуллі (друзів сім'ї Ейлерів), дослідження у цьому напрямі стали основними в роботах Ейлера. Хоча деякі з доказів Ейлера не є прийнятними за сучасними стандартами математичної строгості, його ідеї призвели до значного прогресу.
Ейлер добре відомий у аналізі з частого використання і розвитку степеневих рядів, які виражають функцію у вигляді суми нескінченної кількості степеневих функцій, наприклад
{\displaystyle e^{x}=\sum _{n=0}^{\infty }{x^{n} \over n!}=\lim _{n\to \infty }\left({\frac {1}{0!}}+{\frac {x}{1!}}+{\frac {x^{2}}{2!}}+\cdots +{\frac {x^{n}}{n!}}\right).}
Саме Ейлер прямо довів розклад у ряд експоненти і арктангенса (непряме доведення через обернені степеневі ряди було дане Ньютоном і Лейбніцом між 1670 і 1680 роками). Використання ним степеневих рядів дозволило розв'язати в 1735 році знамениту Базельську проблему (строгіше доведення було ним здійснено в 1741 році):
{\displaystyle \sum _{n=1}^{\infty }{1 \over n^{2}}=\lim _{n\to \infty }\left({\frac {1}{1^{2}}}+{\frac {1}{2^{2}}}+{\frac {1}{3^{2}}}+\cdots +{\frac {1}{n^{2}}}\right)={\frac {\pi ^{2}}{6}}.}

Геометрична інтерпретація формули Ейлера

Ейлер започаткував використання в аналітичних доведеннях експоненти і логарифмів. Йому вдалося розкласти в степеневий ряд логарифмічну функцію і, за допомогою цього розкладу, визначити логарифми для від'ємних і комплексних чисел. Він також розширив множину визначення експоненційної функції на комплексні числа, і виявив зв'язок експоненти з тригонометричними функціями. Формула Ейлера стверджує, що для будь-якого дійсного числа {\displaystyle x} виконується рівність:
{\displaystyle ~e^{ix}=\cos x+i\sin x}.
Частковим випадком формули Ейлера при {\displaystyle x=\pi } є тотожність Ейлера, що пов'язує п'ять фундаментальних математичних констант:
{\displaystyle e^{i\pi }+1=0},
названою Річардом Фейнманом «найчудовішою математичною формулою».. У 1988 році читачі журналу Mathematical Intelligencer у голосуванні назвали її «найкрасивішою математичною формулою всіх часів».
Наслідком Формули Ейлера є формула Муавра.
Крім того, Ейлер розробив теорію спеціальних трансцендентних функцій, увівши гамма-функцію й представив нові методи розв'язку рівняння четвертого степеня. Він також знайшов спосіб обчислення інтегралів з комплексними межами, що випереджувало розвиток сучасного комплексного аналізу, і започаткував варіаційне числення, в тому числі отримав його найвідоміший результат, рівняння Ейлера — Лагранжа .
Ейлер також був піонером у використанні аналітичних методів розв'язування задач теорії чисел. Таким чином, він об'єднав дві розрізнені галузі математики і впровадив нову галузь досліджень, аналітичну теорію чисел. Початком було створенням Ейлером теорії гіпергеометричних рядів, Q-Series, гіперболічних тригонометричних функцій та аналітичної теорії узагальнених дробів. Наприклад, він довів нескінченність простих чисел за допомогою розбіжності гармонічного ряду, використовував методи аналізу, щоб довідатися про розподіл простих чисел. Ейлерові роботи в цій галузі призвели до появи теореми про розподіл простих чисел.

### Теорія чисел
Зацікавлення Ейлера теорією чисел можна пояснити впливом Християна Ґольдбаха, друга з Санкт-Петербурзької Академії. Багато ранніх робіт Ейлера з теорії чисел базувалось на роботах П'єра Ферма. Ейлер опрацював деякі ідеї Ферма, і спростував деякі з його припущень.
Ейлер пов'язав характер розподілу простих чисел з ідеями з аналізу. Він довів, що сума обернених до простих чисел розходиться. У цей спосіб він виявив зв'язок між дзета-функцією Рімана і простими числами, результат відомий як «тотожність Ейлера у теорії чисел».
Ейлер довів тотожності Ньютона, малу теорему Ферма, теорему Ферма про суми двох квадратів, зробив значний внесок в теорему Лагранжа про чотири квадрати. Він також винайшов функцію Ейлера φ(N), яка дорівнює кількості додатних чисел, що не перевищують натурального N і які є взаємно прості з N. Використовуючи властивості цієї функції, він узагальнив малу теорему Ферма до того, що зараз називається теоремою Ейлера. Він зробив значний внесок у теорію досконалих чисел, якою математики були зачаровані з часів Евкліда. Ейлер також досяг прогресу в напрямку теореми про розподіл простих чисел і висунув гіпотезу квадратичної взаємності. Ці два поняття розглядаються як основні теореми теорії чисел, а його ідеї підготували ґрунт для робіт Гауса.
До 1772 року Ейлер довів, що 231 − 1 = 2 147 483 647 є числом Мерсенна. Правдоподібно, це число було найбільшим відомим простим до 1867 року.

### Теорія графів

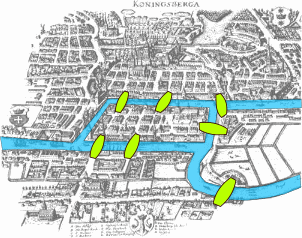
Карта Кенігсберга з часів Ейлера, показано фактичне розташування семи мостів через річку Преголя.

У 1736 році, Ейлер розв'язав проблему, відому як Сім мостів Кеніґсберґа. Місто Кенігсберг (сьогодні Калінінград) в Пруссії розташоване на річці Преголя і включає два великі острови, які були пов'язані один з одним і з материком сімома мостами. Проблема полягає в тому, чи можна знайти шлях, який проходить кожним мостом рівно один раз і повертається до початкової точки. Відповідь є негативна: немає циклу Ейлера. Це твердження вважається першою теоремою теорії графів, зокрема, в теорії планарних графів.
Ейлер також довів формулу V − E + F = 2, що пов'язує число вершин, ребер і граней опуклого многогранника, а отже, і планарних графів (для планарних графів V − E + F = 1). Ліва сторона формули, відома тепер як ейлерова характеристика графа (або іншого математичного об'єкта), пов'язана з поняттям роду поверхні.
Вивчення та узагальнення цієї формули, зокрема Коші та Люїльє були початками топології.

### Прикладна математика
Серед найбільших успіхів Ейлера були аналітичні розв'язки практичних задач, опис численних застосувань чисел Бернуллі, рядів Фур'є, діаграм Венна (відомі також як круги Ейлера), чисел Ейлера, констант е і π, ланцюгових дробів і інтегралів.
Він поєднав диференціальне числення Лейбніца з Ньютонівським методом флюксій, і створив інструменти, які зробили застосування аналізу до фізичних проблем простішим. Він добився великих успіхів у вдосконаленні чисельного наближення інтегралів, винайшов те, що в наш час[коли?] відоме як метод Ейлера та формула Ейлера-Маклорена. Він також сприяв використанню диференціальних рівнянь, зокрема, вводячи сталу Ейлера-Маскероні:
{\displaystyle \gamma =\lim _{n\rightarrow \infty }\left(1+{\frac {1}{2}}+{\frac {1}{3}}+{\frac {1}{4}}+\cdots +{\frac {1}{n}}-\ln(n)\right).}
Одним з найбільш незвичних інтересів Ейлера було застосування математичних ідей в музиці. У 1739 році він написав Tentamen novae theoriae musicae, сподіваючись врешті-решт долучити музичну теорію до математики. Ця частина його роботи, проте, не набула широкої уваги і була одного разу названа «занадто математичною для музикантів і дуже музичною для математиків».

### Фізика
Леонард Ейлер зробив значний внесок у розвиток механіки, зокрема у розв'язок задачі про обертання абсолютно твердого тіла. Підхід Ейлера пов'язаний із поняттями Ейлерових кутів та кінематичних рівнянь Ейлера. В 1757 Ейлер опублікував мемуар «Principes generaux du mouvement des fluides» (Загальні принципи руху флюїдів), в якому записав рівняння руху нестисливої ідеальної рідини, що отримали назву рівнянь Ейлера. Результатом праці над задачею про деформацію бруса при навантаженні стали рівняння Ейлера-Бернуллі, які згодом знайшли застосування в інженерній науці, зокрема при проектуванні мостів.
Ейлер працював над загальними проблемами механіки, розвиваючи принцип Мопертюї. Основні рівняння лагранжевої механіки часто називають рівняннями Ейлера-Лагранжа.
Ейлер застосовував розроблені математичні методи для розв'язку проблем небесної механіки. Його праці в цій області отримали кілька нагород Паризької академії наук. Серед його досягнень визначення з великою точністю орбіт комет та інших небесних тіл, пояснення природи комет, розрахунок паралаксу Сонця. Розрахунки Ейлера стали значним внеском у розробку точних таблиць широт.
Важливе значення для свого часу мав внесок Ейлера в оптику. Він заперечував панівну тоді корпускулярну теорію світла Ньютона. Праці Ейлера впродовж 1740-х років допомогли утвердитися хвильовій теорії світла Християна Гюйгенса.

### Астрономія
Велика частина астрономічних творів Ейлера присвячена актуальним на той час питанням небесної механіки, а також сферичній, практичній і морехідній астрономії, теорії припливів, теорії астрономічного клімату, рефракції світла в земній атмосфері, паралаксу і аберації, обертанню Землі. У області небесної механіки Ейлер вніс істотний внесок у теорію збуреного руху. Ще в 1746 він обчислив збурення Місяця і опублікував місячні таблиці. Одночасно з А. К. Клеро і Ж. Л.Д'Аламбером і незалежно від них Ейлер розробляв загальні теорії руху Місяця, в яких він досліджувався з вельми високою точністю. Перша теорія, в якій застосовано метод розкладання шуканих координат до лав за ступенями малих параметрів і дана часткова розробка аналітичного методу варіації елементів орбіти, була опублікована у 1753. Ця теорія була використана Т. Й. Маєром при складанні високоточних таблиць руху Місяця. Досконаліша аналітична теорія, в якій дано чисельний розвиток методу і обчислені таблиці, викладена в роботі, виданої в Петербурзі в 1772 латинською мовою. Її скорочений переклад на російську мову під назвою «Нова теорія руху Місяця» був виконаний О. М. Криловим і виданий у 1934. Обчислювальні методи, запропоновані Ейлером для отримання точних ефемерид Місяця і планет, зокрема запроваджені ним прямокутні рівномірно обертаються осі координат, були широко використані згодом Дж. В.Гіллом. За висловом М. Ф. Суботіна, вони стали одним з найважливіших джерел подальшого прогресу всієї небесної механіки. Широкі можливості для застосування цих методів виникли з появою ЕОМ. Сучасна точна і повна теорія руху Місяця була створена в 1895—1908 Е. В. Брауном. Роботи Ейлера і Гілла дали початок загальної теорії нелінійних коливань, що грає велику роль в сучасних науці і техніці.
Важливе значення для астрономії мала праця Ейлера «Про поліпшення об'єктивного скла зорових труб» (1747), в якій він показав, що, комбінуючи дві лінзи зі скла з різною заломлюючою здатністю, можна створити ахроматичний об'єктив. Під впливом роботи Ейлера перший об'єктив такого роду був виготовлений англійською оптиком Дж. Доллондом в 1758.